# هاریدراباریا
هاریدراباریا (به لاتین: Haridrabaria) یک منطقهٔ مسکونی در بنگلادش است که در ناحیه برگونه واقع شده‌است.